# Jetix
Jetix (читается как Джетикс) — бывший всемирный детский развлекательный бренд, принадлежавший The Walt Disney Company.
Название Jetix применялось к программным блокам в США и телевизионным каналам в Латинской Америке, Европе, Ближнем Востоке и Азии, а также к библиотеке программ и мерчендайзингу. Jetix специализировался на показе программ от Saban Entertainment, Marvel, собственных шоу, аниме, сериалов и передач от сторонних студий.
Несмотря на коммерческий успех, бренд Jetix был прекращен в 2009 году. Все международные каналы были переименованы в Disney XD или Disney Channel из-за того, что The Walt Disney Company сосредоточилась на брендах «Disney», «ABC» и «ESPN». После закрытия последнего основного канала Jetix в России 10 августа 2010 года и с закрытием общеевропеского канала Jetix Play 1 сентября 2010 года; бренд Jetix официально прекратил своё существование.

## История

### США
Jetix был впервые запущен в качестве программного блока на каналах Toon Disney и ABC Family 14 февраля 2004 года. Осенью 2004 года, в связи с добавлением трёх новых программ, блок на Toon Disney был расширен до 16 часов. После закрытия Fox Kids, большая часть контента была перенесена на ABC Family и Toon Disney. Международные сети Fox Kids продолжали работать, несмотря на то, что их предшественник в США прекратил своё существование.
Название «Jetix» было выбрано после того, как компания провела международные исследования, в частности, с целым рядом целевых групп детей. Многие из детей выбрали имя, поскольку оно подразумевало экшн и приключения, и компания смогла использовать название на международном уровне из-за своей двусмысленности.
ABC Family транслировал блок по будням с 7:00 до 9:00 и по выходным с 7:00 до 12:00, а на Toon Disney блок выходил с понедельника по четверг с 19:00 до 21:00 и по выходным с 19:00 до 21:00.
Осенью 2006 года Jetix транслировался исключительно на Toon Disney, однако блок занимал значительную часть эфирного времени телеканала Toon Disney.
13 февраля 2009 года телеканал Toon Disney прекратил вещание и был заменён на Disney XD, при этом блок Jetix также прекратил своё существование.
Disney XD продолжал транслировать программы с Jetix и в целом ориентируется на мальчиков в возрасте от 6 до 14 лет, а Disney Channel больше ориентируется на девочек.

### Международная экспансия
В январе 2004 года Fox Kids Europe, Fox Kids Latin America (обе были приобретены Disney в 2001 году как часть Fox Family Worldwide) согласились переименовать свои текущие операции под единым брендом Jetix .
Программные блоки Jetix были представлены на европейских телеканалах Fox Kids в апреле 2004 года. Брюс Стейнберг, председатель и главный исполнительный директор Fox Kids Europe, заявил, что Jetix поможет укрепить партнерство Fox Kids Europe с Disney, одновременно создавая новые альянсы для дальнейшего успешного использования своей библиотеки программ и распространения.
14 июля 2004 года подразделение Fox Kids Europe было переименовано в Jetix Europe, также коллектив телеканала переехал в офис The Walt Disney Company EMEA.
В августе 2004 года начался первый переход с телеканала Fox Kids на Jetix в Латинской Америке и Франции. В октябре 2004 года ребрендинг состоялся в Скандинавии, в январе 2005 года в большинстве европейских стран, в феврале в Нидерландах и в марте в Италии и Израиле. Последним каналом Fox Kids, который был заменен на Jetix была немецкая версия; закрыта в июне 2005 года.
Кроме того, 1 января 2005 года общеевропейский телеканал Fox Kids Play также был переименован в Jetix Play.
Новый бренд Jetix объединил отдел детских программ внутренних кабельных сетей ABC, а также Jetix Europe и Jetix Latin America в совместный программный альянс. Первыми совместными проектами Jetix Europe были Чародейки, Непобедимая команда суперобезьянок, Get Ed, Инь Ян Йо и т.д.
8 декабря 2008 года компания Disney заключила соглашение об увеличении доли в Jetix Europe до 96% с целью снятия компании с листинга Euronext. К 2009 году компания Disney владела 99,8% акциями Jetix Europe.
Входе постепенного отказа от бренда Jetix генеральный директор Jetix Europe Пол Тейлор подал в отставку с исполнительным вице-президентом Disney Channel EMEA Джоном Харди.
В 2009-2010 годах начался глобальный процесс закрытия Jetix с заменой на Disney XD или Disney Channel. Jetix France была первой европейской версией Jetix, которая была преобразована в Disney XD 1 апреля 2009 года. Последний основной действующий канал Jetix в России был заменён на Канал Disney 10 августа 2010 года. Кроме того, в странах, где вещал Jetix Play 1 сентября 2010 года был преобразован в Playhouse Disney (ныне Disney Junior).
В Италии управляющий директор Jetix Italy Франческо Неспега возглавил выкуп компании; Jetix Italy была переименована в Switchover Media и стала владеть двумя каналами: GXT и K2. Однако основной канал Jetix Italy остался у компании Disney и в сентябре 2009 года был переименован в Disney XD.

## Список версий

### Европа и Ближний Восток
В Европе и на Ближнем Востоке телеканалы управлялись британским подразделением Jetix Europe.
| Телеканал                                                   | Дата начала вещания                                      | Дата ребрендинга в Jetix                                 | Дата конца вещания                                       | Заменён                                                  | Страна                                                                                             |
| Первоначально телеканалы запущены под названием Fox Kids    | Первоначально телеканалы запущены под названием Fox Kids | Первоначально телеканалы запущены под названием Fox Kids | Первоначально телеканалы запущены под названием Fox Kids | Первоначально телеканалы запущены под названием Fox Kids | Первоначально телеканалы запущены под названием Fox Kids                                           |
| ----------------------------------------------------------- | -------------------------------------------------------- | -------------------------------------------------------- | -------------------------------------------------------- | -------------------------------------------------------- | -------------------------------------------------------------------------------------------------- |
| Jetix UK                                                    | 19 октября 1996                                          | 1 января 2005                                            | август 2009                                              | Disney XD                                                | Великобритания и Ирландия                                                                          |
| Jetix Netherlands                                           | 2 августа 1997                                           | 13 февраля 2005                                          | 1 января 2010                                            | Disney XD                                                | Нидерланды и Бельгия                                                                               |
| Jetix France                                                | 15 ноября 1997                                           | 28 августа 2004                                          | 1 апреля 2009                                            | Disney XD                                                | Франция                                                                                            |
| Jetix Scandinavia                                           | апрель 1998                                              | октябрь 2004                                             | 12 сентября 2009                                         | Disney XD                                                | Дания, Норвегия, Швеция и Финляндия                                                                |
| Jetix Poland                                                | 18 апреля 1998                                           | 1 января 2005                                            | 19 сентября 2009                                         | Disney XD                                                | Польша                                                                                             |
| Jetix CEE                                                   | 1 апреля 1999                                            | 1 января 2005                                            | 19 сентября 2009                                         | Disney Channel Jetix Russia                              | Россия, СНГ, Прибалтика, Молдова, Грузия, Украина, Центральная и Восточная Европа. Всего 19 стран. |
| Jetix Italy                                                 | 1 апреля 2000                                            | 1 марта 2005                                             | 28 сентября 2009                                         | Disney XD                                                | Италия                                                                                             |
| Jetix ME                                                    | апрель 2000                                              | январь 2005                                              | 2009                                                     | ???                                                      | Турция и Ближний Восток                                                                            |
| Jetix Germany                                               | 1 октября 2000                                           | 10 июня 2005                                             | 9 октября 2009                                           | Disney XD                                                | Германия                                                                                           |
| Jetix CE                                                    | сентябрь 2000                                            | 1 января 2005                                            | 19 сентября 2009                                         | Disney Channel                                           | Венгрия, Чехия, Словакия                                                                           |
| Jetix Israel                                                | февраль 2001                                             | март 2005                                                | 9 сентября 2009                                          | Disney Channel                                           | Израиль                                                                                            |
| Jetix Greece                                                | октябрь 2001                                             | январь 2005                                              | 8 ноября 2009                                            | Disney Channel                                           | Греция                                                                                             |
| Jetix Russia (заменил Jetix CEE)                            | 19 сентября 2009                                         |                                                          | 10 августа 2010                                          | Канал Disney                                             | Россия и страны СНГ                                                                                |
| Первоначально телеканал запущен под названием Fox KIds Play |                                                          |                                                          |                                                          |                                                          | |
| Jetix Play                                                  | январь 2003                                              | 1 января 2005                                            | 1 сентября 2010                                          | Playhouse Disney (ныне Disney Junior)                    | Центральная и Восточная Европа, Ближний Восток                                                     |
| Другие телеканалы                                           |                                                          |                                                          |                                                          |                                                          | |
| GXT                                                         | май 2005                                                 |                                                          | продан в июле 2009                                       |                                                          | Италия                                                                                             |
| K2                                                          | 15 июня 2009                                             |                                                          | продан в июле 2009                                       |                                                          | Италия                                                                                             |